# Skirö församling
Skirö församling var en församling i Växjö stift och Vetlanda kommun. Den 1 januari 2010 uppgick församlingen i Alseda församling.
Församlingskyrka var Skirö kyrka.

## Administrativ historik
Församlingen har medeltida ursprung.
Församlingen utgjorde under medeltiden ett eget pastorat för att sedan till 1962 vara moderförsamling i pastoratet Skirö och Nye. Församlingen var från 1962 till 1992 annexförsamling i pastoratet Nye, Skirö, Näshult och Stenberga. Från 1992 var församlingen annexförsamling i pastoratet Alseda, Skede, Ökna, Karlstorp och Skirö. 2010 uppgick denna församling i Alseda församling.